# Juin 1955

## Évènements
- 1er - 3 juin : la Conférence de Messine relance la construction européenne et ouvre la voie à la CEE.

- 3 juin : autonomie interne de la Tunisie.

- 5 juin (Formule 1) : Grand Prix automobile de Belgique.

- 6 juin : record du monde d'altitude à 8 209 m pour l'Alouette II dotée d'une turbine Turboméca Artouste II par le français Jean Boulet[1].

- 11 juin : départ de la vingt-troisième édition des 24 Heures du Mans, marquée par un terrible accident, après un peu plus de trois heures de course. La Mercedes 300 SLR no 20 de Pierre Levegh et John Fitch, pilotée à ce moment-là par Levegh décolle et s'écrase sur le talus séparant la piste des tribunes. En retombant, la voiture explose littéralement, tuant sur le coup son pilote et expédiant dans les tribunes des débris qui provoquent la mort de 82 personnes. C'est le plus important accident de l'histoire du sport automobile. Mercedes-Benz se retire de la compétition automobile.

- 12 juin : victoire de Mike Hawthorn et Ivor Bueb aux 24 Heures du Mans.

- 15 juin : 
  - premier vol de l'avion de ligne à réaction russe Tupolev Tu-104. C'est seulement le troisième avion de ligne à réaction à voler après le De Havilland Comet et l'Avro Jetliner et le second à entrer en service.
  - publication par Pierre Seghers de Premier Chant du départ, recueil de poèmes de Martial Sinda (grand prix littéraire de l'AOF en 1956).

- 19 juin (Formule 1) : victoire de Juan Manuel Fangio au Grand Prix automobile des Pays-Bas.

- 25 juin : consécration de la chapelle Notre-Dame-du-Haut, construite par Le Corbusier à Ronchamp.

- 29 juin : 
  - élection générale albertaine. Ernest Manning (Crédit social) est réélu avec un sixième mandat et gouvernement majoritaire.
  - entrée en service au sein de la 93e escadre de bombardement des États-Unis du premier bombardier stratégique Boeing B-52 Stratofortress[2].

## Naissances
- 1er juin : 
  - Chiyonofuji Mitsugu, lutteur de sumo japonais († 31 juillet 2016).
  - Lionel Manga, auteur et critique d'art camerounais († 15 décembre 2024).
- 3 juin : Éphraïm Kalsakau, syndicaliste et homme politique vanuatais.
- 6 juin :
  - Lauro Olmo Enciso, archéologue espagnol.
  - Sam Simon, scénariste, producteur, réalisateur et animateur américain († 8 mars 2015).
- 8 juin : Valérie Mairesse, actrice, coanimatrice télé française.
- 9 juin : Carlos Manuel Urzúa Macías, économiste mexicain († 19 février 2024).
- 10 juin : Marc Autheman, journaliste français.
- 14 juin : 
  - Joe Preston, restaurateur et homme politique.
  - Tito Rojas, musicien portoricain († 26 décembre 2020).
- 15 juin : 
  - Mauril Bélanger, homme politique canadien-français.
  - James Roger Crompton Lupton, baron Lupton, pair et homme politique britannique.
- 18 juin : Mísia, musicienne portugaise († 27 juillet 2024).
- 19 juin : Éric Raoult, député et ancien maire UMP du Raincy († 16 avril 2021).
- 21 juin : 
  - Michel Platini, footballeur français.
  - Jean-Pierre Mader, auteur-compositeur-interprète et producteur français.
- 23 juin : Jean Tigana, footballeur français.
- 25 juin : Christine Albanel, femme politique française, ministre de la Culture et de la Communication.
- 26 juin : 
  - Rachid Arhab, journaliste franco-algérien.
  - Maxime Bossis, footballeur français.
  - Mohammad Mokhber, homme politique iranien.
- 27 juin :
  - Isabelle Adjani, actrice française.
  - Muriel Montossey, actrice et auteure française.
  - Patrick Pinchart, rédacteur en chef du magazine français de bandes dessinées Spirou.
- 29 juin : Alain Labelle, annonceur radio-télé (Québec).

## Décès
- 11 juin : Pierre Levegh, pilote automobile français, mort en course lors des 24 Heures du Mans
- 16 juin : Ozias Leduc, artiste peintre.